# Cristina Gómez Álvarez
Cristina Gómez es una economista, historiadora, investigadora y académica mexicana, especialista en historia política e historia cultural de la Independencia de México.

## Reseña biográfica
Cristina Gómez Álvarez es doctora en Historia por la Universidad Nacional Autónoma de México (UNAM). A lo largo de su amplia trayectoria profesional ha combinado la docencia, la investigación y la difusión de la historia política y cultural del México decimonónico, particularmente del proceso de la Revolución de independencia de México.
Desde 1987 es miembro del Sistema Nacional de Investigadores. Entre 1997 y 1999 tuvo a su cargo el posgrado de Historia de la Facultad de Filosofía y Letras de la UNAM. Fue directora del Museo Nacional de Historia Castillo de Chapultepec, del Instituto Nacional de Antropología e Historia (INAH) durante 2013.

## Publicaciones
Entre sus publicaciones se cuentan numerosos trabajos de historia política y cultural de la Revolución de Independencia de México, destacando: 
- El alto clero poblano y la Revolución de Independencia, 1808-1821 (México: UNAM-BUAP, 1997)[2]

- Navegar con libros. El comercio de libros entre España y Nueva España. Una visión cultural de la Independencia, 1750-1820  (Madrid: Trama Editorial y UNAM, 2011)[3]

- En coautoría con Guillermo Tovar de Teresa, Censura y revolución. Libros prohibidos por la Inquisición de México, 1790-1819 (Madrid: Trama Editorial, 2009).[4]
- La circulación de las ideas: bibliotecas particulares en una época revolucionaria : Nueva España, 1750-1819 (Madrid: Trama Editorial y UNAM, 2019).[5]

## Premios
Por su trayectoria y por su calidad académica ha recibido varios reconocimientos, entre ellos su incorporación al Sistema Nacional de Investigadores, nivel II; el Premio Marcos y Celia Maus, otorgado por la Facultad de Filosofía y Letras de la UNAM en 1995 por la mejor tesis de doctorado (promoción 1992-1993); y la mención honorífica en el Premio Antonio García Cubas otorgada por el INAH en septiembre de 2012 por su trabajo Navegar con libros. El comercio de libros entre España y Nueva España. Una visión cultural de la Independencia, 1750-1820.